# Türkische Riviera

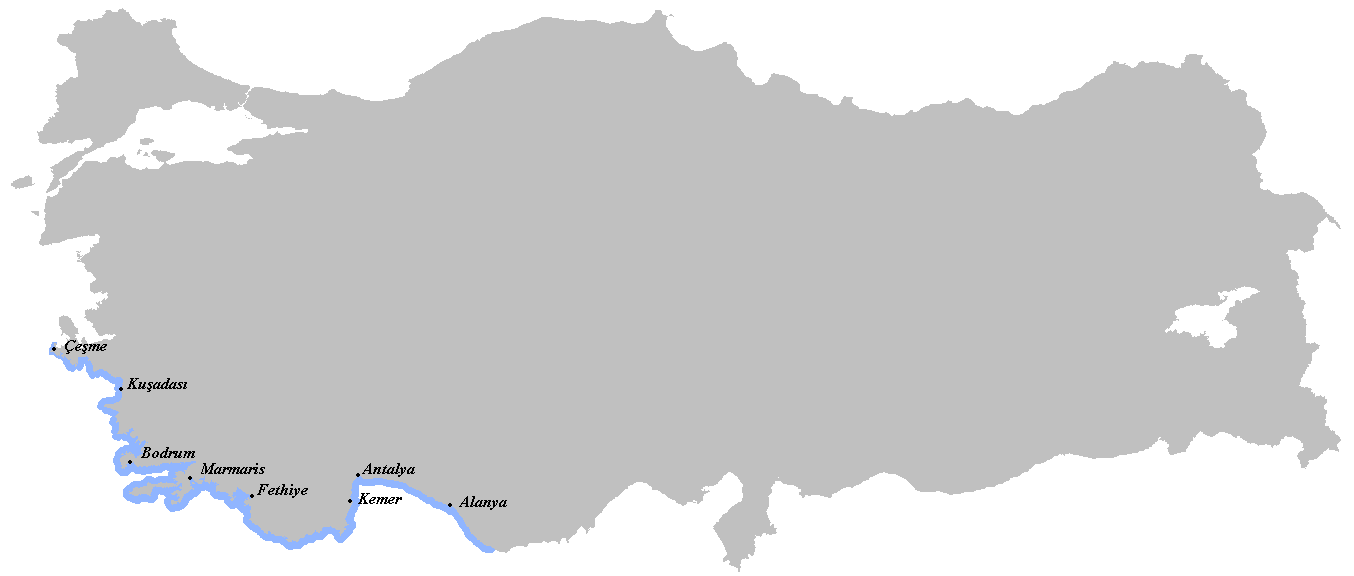
Karte der Türkischen Riviera

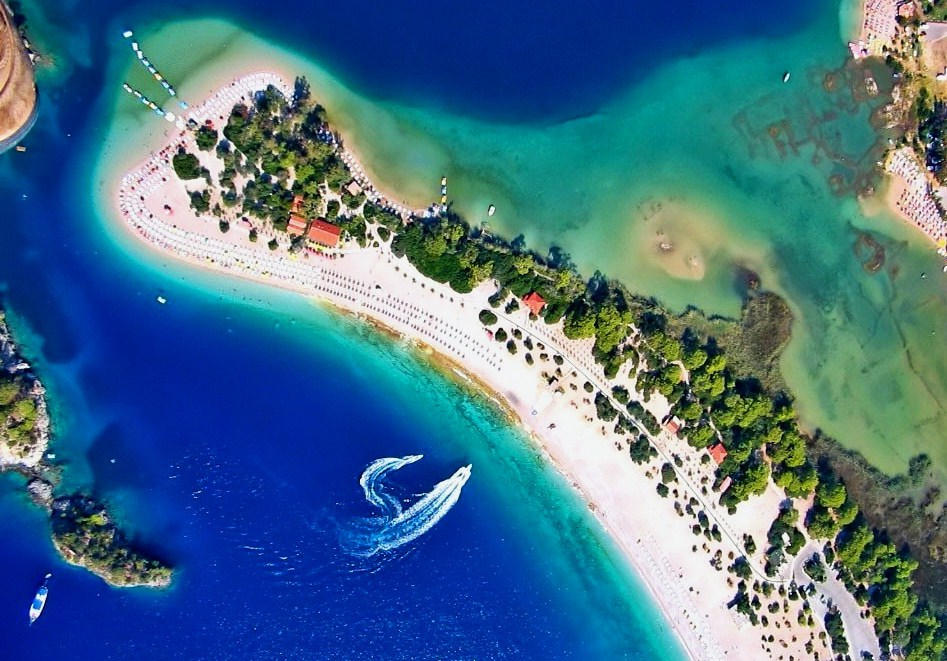
Ölüdeniz von oben

Türkische Riviera (auch die Türkisküste) ist ein populärer Name für die türkische Südküste. Die Türkische Riviera umfasst insbesondere die Provinzen Muğla und Antalya. Wichtige Städte in dieser Region sind neben Antalya auch Alanya im Osten sowie die westlich gelegenen Städte Kemer und Kaş.
Die Türkische Riviera gehört neben der südlichen Ägäisküste zu den touristischen Zentren des Landes. Sie zeichnet sich durch ein warmes und auch im Winter mildes Klima aus. Die Einheimischen fliehen insbesondere vor der Sommerhitze gerne ins nahe gelegene Taurusgebirge.
Die Kombination aus günstigem Klima, warmem Meer, mehr als tausend Kilometer Küstenlinie, und zahlreichen natürlichen und archäologischen Sehenswürdigkeiten macht die Türkische Riviera zu einem beliebten Ziel für Touristen. So flogen im Jahr 2022 über 12,7 Millionen Ausländer allein in die Provinz Antalya, dazu kamen knapp drei Millionen in Muğla und 500.000 in Aydın, dabei stellten in Antalya die Russen mit etwa drei Millionen Gästen die größte Gruppe, gefolgt von den Deutschen mit 2,8 Millionen und den Briten mit über einer Million. In Muğla hingegen dominierten britische Touristen mit 1,3 Millionen.